# Krsto II. Oršić

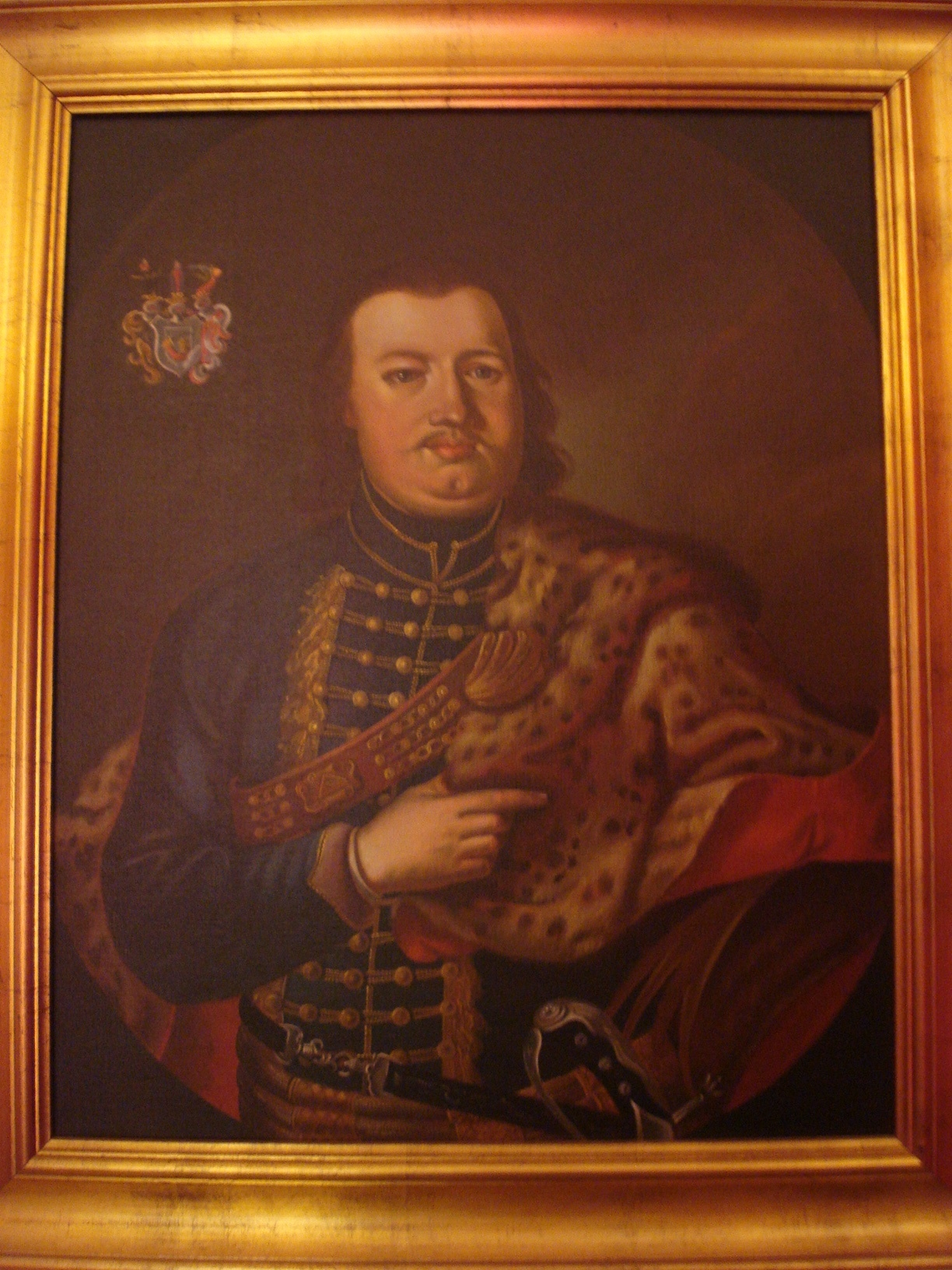
Gemälde von Krsto II. Oršić im Schloss Gornja Stubica (Autor: Fortunat Bergant)

Krsto II. grof Oršić Slavetićki (deutsch Christoph II. Graf Orssich von Slavetich; * 1718 in Gornja Stubica; † 19. Februar 1782 in Zagreb) war ein kroatischer Adliger, Politiker und Militär aus dem Hause Oršić. Er war Feldmarschallleutnant der habsburgischen Armee, Großgespan der Gespanschaft Zagreb und Beisitzer der Banal-Tafel (assessor tabulae banalis).

## Leben
Oršić wurde als Sohn von Bernard III. Freiherr Oršić (* 1698; † 1723) und dessen Ehefrau Ana geb. Patačić geboren. Er studierte in Bologna und Wien, aber 1741 unterbrach sein Jura-Studium und widmete sich der militärischen Karriere.
Er nahm an mehreren Kriegen und zahlreichen Schlachten teil, darunter im habsburgischen Erbfolgekrieg (1740–1748) und im Siebenjährigen Krieg (1756–1763). Ständig befördert, erreichte er am 27. Juni 1766 den Rang eines Feldmarschalleutnants.
Während seines Lebens wurde er in hohe staatliche Ämter berufen, so zum Großgespan der Gespanschaft Zagreb und zum Beisitzer der Banal-Tafel. 1744 wurde er von Kaiserin und Königin Maria Theresia in den Grafenstand erhoben.
Oršić heiratete die ungarische Gräfin Josipa (Josefa) Zichy (* 1725 – † 1778), mit der er zwei Söhne hatte, Adam (* 1748 – † 1820) und Franjo (Franz) (* 1758 – † 1807). Das Paar lebte zusammen von 1744 bis 1778, zuletzt im Schloss Gornja Bistra. Nach Josipas Tod zog sich Krsto zurück und verstarb in Zagreb im Jahr 1782.
Als Spross und Nachfolger eines reichen Adelsgeschlechts, besaß er viele Herrschaften, Schlösser und Paläste, darunter Schlösser in Gornja Stubica bei Donja Stubica, Gornja Bistra bei Zaprešić, Slavetić, Severin na Kupi und Jurketinec, sowie Paläste in Zagreb, Varaždin usw., die alle von seinen Söhnen vererbt wurden.